# Ramiro Moyano
Ramiro Moyano Joya (San Miguel de Tucumán, 28 maggio 1990) è un rugbista a 15 argentino,  tre quarti ala al 2022 svincolato.

## Biografia
Debuttante a livello regionale nel Lince, club tucumano, dal 2010 iniziò a rappresentare la sua provincia, con cui vinse due campionati argentini a seguire nel 2013 e 2014.
Internazionale giovanile al mondiale di categoria 2010, esordì nei Pumas al Sudamericano 2011 contro l'Uruguay.
Ancora nel 2011 entrò a far parte della formazione federale del Pampas XV con cui vinse la Vodacom Cup sudafricana  al primo anno e due edizioni della Pacific Rugby Cup, nel 2014 e 2015.
Fu tra i primi ingaggiati della franchise dei Jaguares nel 2016, istituita dalla federazione argentina per competere nel Super Rugby.
Con tale compagine, in cui rimase quattro stagioni, giunse fino alla finale di torneo nel 2019 persa contro i Crusaders, dopo la quale si trasferì in Francia al Tolone.
Dopo un periodo di scarso utilizzo internazionale, tornò in pianta stabile nei Pumas a partire dal Championship 2016 e prese parte alla Coppa del Mondo 2019.
Al 2022 Moyano ha disputato 36 test match con 15 mete.
Nonostante un contratto triennale con il Tolone, esso fu sciolto dopo due stagioni e, nella stagione 2021-22 fu in Scozia all'Edimburgo.

## Palmarès
- Campionati argentini: 2
Tucumán: 2013, 2014
- Pacific Rugby Cup : 2
Pampas XV: 2014, 2015
- Campionati sudamericani: 3
Argentina: 2011, 2012, 2014